# 乾岔子島事件
乾岔子島事件是1937年6月下旬發生在黑龙江乾岔子島的一起日本和蘇聯之間的衝突事件。

## 背景
乾岔子島是一个无人居住的島嶼，面積為8乘6 km（5.0乘3.7 mi）。它位于滿洲國與苏联的界河黑龙江的河中心。

## 事件
1937年6月19日，两艘苏联汽艇越过黑龙江的中线，汽艇上的二十名士兵占领了乾岔子島。
6月20日，17名满洲國警察和士兵被派去调查苏联的边界入侵行為。而此時已有约40名苏联士兵駐扎在乾岔子島並構築了防禦工事。 满洲國巡逻队反被苏联士兵驅趕。
為了奪回乾岔子島，6月29日，大日本帝國陸軍第1師團总部決定对乾岔子島进行夜袭。不過進攻行動又被推迟到第二天進行。
6月30日上午，由三原加内卫上校领导的大日本帝國陸軍第1师第49团士兵使用两辆37毫米高炮朝苏军發射了高爆弹和穿甲弹。日軍成功击沉了一艘蘇聯的主炮舰，致使7名蘇聯海軍當場士兵陣亡，並重創第二艘炮舰，击退第三艘炮舰。在对峙中，苏军雖然也开枪回擊，不過没有造成日軍人员伤亡。
第一艘被擊沉的炮舰上的苏联海軍士兵被迫游到黑龍江北侧的苏联领土。当日军用机枪向正在游泳的蘇聯海軍士兵掃射时，又造成蘇聯方面许多人员伤亡。在这一事件中约有37名苏军被杀。蘇聯被迫放棄乾岔子島，后来該島被大日本帝國陸軍收復。

## 後續
6月29日，日本驻苏联大使重光葵与蘇聯外交事务委员马克西姆·马克西莫维奇·李维诺夫会面，雙方就乾岔子島事件進行交涉。蘇聯方面坚称，根据1860年清朝與沙俄帝國簽署的北京條約，黑龍江上的島嶼均屬於沙俄及其繼承國蘇聯。然而在谈判中，苏联人同意从黑龍江撤军以緩和局势。此后，七月的某日在黑龍江上又出现了七艘苏联炮舰，但是日本人没有采取任何行动。
最终，作为雙方协议的一部分，日本允许苏联打撈先前被擊沉的炮舰，同年10月22日至29日打撈作業完成。

## 備註
1. ↑  Coox 1990, p. 104
2. ↑  Coox 1990, p. 107 （页面存档备份，存于）

## 文献
- Coox, Alvin D. . Stanford University Press. 1990. ISBN 0804718350.  Coox, Alvin D. . Stanford University Press. 1990. ISBN 0804718350.  Coox, Alvin D. . Stanford University Press. 1990. ISBN 0804718350.